# FK Zbuzany 1953
FK Zbuzany 1953 je český fotbalový oddíl založený v roce 1953. Zbuzany hrají ČFL-skupinu B. Fotbalový tým Zbuzany má k dispozici nafukovací halu (86x36 m), ve které se nachází hřiště s umělým povrchem 3G, a stadion s kapacitou 2000 diváků, z toho 450 míst k sezení.[zdroj?] Mezi hráče FK Zbuzany patří například Radek Šírl, Mario Lička, Radek Dosoudil, Richard Kalod nebo Vojtěch Přeučil.[zdroj?] Klubové barvy jsou zelená a bílá. V sezóně 2021/2022 klub v MOL Cupu senzačně porazil prvoligový tým Slovan Liberec 2:1.

## Výsledky klubu
- 2011/12 postup do 2. třídy
- 2013 vítěz poháru OFS
- 2013/14 postup do 1.B třídy
- 2014 vítěz poháru OFS
- 2014/15 postup do 1.A třídy
- 2015/2016 postup do krajského přeboru
- 2016/2017 postup do Divize
- 2018/2019 postup do ČFL